# The Perfect Couple
Pour plus de détails, voir Fiche technique et Distribution.
The Perfect Couple (en coréen : 최강 로맨스 ; RR : Choigang romaenseu ; alias The Best Romance) est un film sud-coréen de 2007.

## Synopsis
Alors qu'il mangeait une brochette de tempura chez un vendeur de rue, le jeune journaliste Choi Soo-jin enfonce accidentellement la brochette dans le côté d'un détective, Kang Jae-hyuk, qui poursuivait un criminel présumé. Après cette rencontre, on dit à Soo-jin de travailler sur une histoire sur un détective, et le détective s'avère être Jae-hyuk. Soo-jin se joint à sa répression contre les trafiquants de drogue et les deux commencent à tomber amoureux.

## Distribution
- Lee Dong-wook : Kang Jae-hyuk
- Hyun Young : Choi Soo-jin
- Lee Jeong Heon
- Jeon Soo-kyung
- Kim Jung-heon : beau garçon
- Jeong Jae-jin
- Kim Jaeman
- Kim Seung Min
- Joo Seok-tae
- Lee Myeong-jin
- Jang Hyun-sung (caméo)

## Sortie
The Perfect Couple est sorti en Corée du Sud le 25 janvier 2007 et a dominé le box-office lors de son week-end d'ouverture avec 380 933 entrées. Il a ensuite reçu un total de 129 927 428 entrées dans tout le pays, avec un montant brut (au 18 mars 2007) de 7 114 262 €.